# نیو ژاپن پرو-رسلینگ
نیو ژاپن پرو-رسلینگ (انگلیسی: New Japan Pro-Wrestling) شرکت تبلیغات ورزشی ژاپنی است، که در سال ۱۹۷۲ توسط آنتونیو اینوکی تأسیس شد.